# Johannes Dale-Skjevdal
Johannes Dale-Skjevdal, född 23 maj 1997 i Lørenskog, är en norsk skidskytt som tävlar i världscupen.
Dale var med i det norska stafettlaget som tog silver i  VM i Antholz 2020. Den 11 december 2020 tog Dale sin första individuella pallplats tillika seger i världscupen när han vann sprinttävlingen i Hochfilzen.

## Resultat

### Pallplatser i världscupen
Dale har sju pallplatser i världscupen: två segrar, tre andraplatser och två tredjeplatser.
| Säsong  | Datum            | Plats         | Disciplin           | Placering |
| ------- | ---------------- | ------------- | ------------------- | --------- |
| 2020/21 | 11 december 2020 | Hochfilzen    | Sprint (10 km)      | 1:a       |
| 2020/21 | 12 december 2020 | Hochfilzen    | Jaktstart (12,5 km) | 3:a       |
| 2020/21 | 17 december 2020 | Hochfilzen    | Sprint (10 km)      | 2:a       |
| 2020/21 | 9 januari 2021   | Oberhof       | Jaktstart (12,5 km) | 2:a       |
| 2020/21 | 17 februari 2021 | Pokljuka (VM) | Distans (20 km)     | 3:a       |
| 2020/21 | 21 februari 2021 | Pokljuka (VM) | Masstart (15 km)    | 2:a       |
| 2022/23 | 18 december 2022 | Annecy        | Masstart (15 km)    | 1:a       |

### Världsmästerskap
| Tävling       | Distans | Sprint | Jaktstart | Masstart | Stafett | Mixedstafett | Singelmixed |
| ------------- | ------- | ------ | --------- | -------- | ------- | ------------ | ----------- |
| Antholz 2020  | 9:e     | 23:e   | 17:e      | 8:e      | Silver  | —            | —           |
| Pokljuka 2021 | Brons   | 4:e    | 11:e      | Silver   | —       | —            | —           |